# Moultonborough
Moultonborough és una població dels Estats Units a l'estat de Nou Hampshire. Segons el cens del 2000 tenia 4.484 habitants.

## Demografia
Segons el cens del 2000, Moultonborough tenia 4.484 habitants, 1.884 habitatges, i 1.377 famílies. La densitat de població era de 28,9 habitants per km².
Dels 1.884 habitatges en un 25,7% hi vivien nens de menys de 18 anys, en un 63,7% hi vivien parelles casades, en un 6% dones solteres, i en un 26,9% no eren unitats familiars. En el 23,7% dels habitatges hi vivien persones soles el 9,8% de les quals corresponia a persones de 65 anys o més que vivien soles. El nombre mitjà de persones vivint en cada habitatge era de 2,36 i el nombre mitjà de persones que vivien en cada família era de 2,77.
Per edats la població es repartia de la següent manera: un 21,1% tenia menys de 18 anys, un 4,1% entre 18 i 24, un 22,3% entre 25 i 44, un 32,6% de 45 a 60 i un 19,9% 65 anys o més.
L'edat mediana era de 47 anys. Per cada 100 dones de 18 o més anys hi havia 96,6 homes.
La renda mediana per habitatge era de 45.050$ i la renda mediana per família de 51.729$. Els homes tenien una renda mediana de 34.236$ mentre que les dones 25.332$. La renda per capita de la població era de 25.733$. Entorn del 3,2% de les famílies i el 4% de la població estaven per davall del llindar de pobresa.